# Хумус (храна)
 Тази статия е за ястието от Близкия изток.  За почвения компонент вижте Хумус.  
Хумус (на иврит: חוּמוּס; на арабски: حُمُّص; на арменски: համոս) е хранителна паста, направена от нахут и тахан (сусамов) с овкусители като зехтин, чесън, червен пипер и лимонов сок. Ястието е извънредно популярно в целия Близък изток сред всички групи население.
На арабски и иврит думата „хумус“ се използва за описание на ястието, пастата и самия нахут. На арабски обаче терминът „хумус би тахина“ (حُمُّص بطحينة) означава специално хумус със сусамов тахан, а не само нахут.
Хумусът е популярен в различни местни форми навсякъде в Близкия изток. За неговите експерименти с хумус се казва, че са довели до създаването на султанската разновидност с четиридесет подправки, която има много имитации и е любима в Близкия изток от векове.
Хумусът често се гарнира с гъби, магданоз, червен пипер, кедрови ядки, домати, краставици, тънко нарязан лук или нахут на зърна и се полива със зехтин преди сервиране. Той по традиция се гребе с тънък хляб, но днес нараства популярността на използването му с царевичен чипс в страните извън Близкия изток. Популярни разновидности на хумуса са:
- „хумус фул“ – хумус, комбиниран с паста от бакла, сварена добре и пюрирана,
- „хумус масубха“ или „хумус машауша“ – смес от хумус, топъл нахут на зърна и сусамов тахан,
- „хумус махлута“ – хумус, комбиниран с фул и топли нахутени зърна.

Хумусът се използва и за разядка или гарнитура на много основни ястия, като мезе и като сос към фалафел, израелска салата, пиле на грил и патладжани.
Хумусът е сравнително евтин за приготвяне със сух или консервиран нахут. Сухият нахут обикновено се накисва във вода за една нощ, след което се вари час или повече. Може да се свари и в тенджера под налягане без предварително накисване. Свареният или консервиран нахут се смила в подходящ кухненски уред или на ръка със зехтин, лимонов сок и сусамов тахан. Една малка част от водата, в която нахутът е врял, може да се добави, за да се получи желаната консистенция. Могат да се добавят чесън, сол, магданоз, лук, кимион и/или сладък или лютив червен пипер. За по-гладка текстура кожите на нахута могат да се отстранят с използването на цедка.
Хумусът е хранителен, съдържа големи количества белтъчини, хранителни влакна, желязо и (в зависимост от рецептата) променливи количества мононенаситени мазнини. Подходящ е за вегетарианци и вегани.